# Căraci, Hunedoara
Căraci este un sat în comuna Baia de Criș din județul Hunedoara, Transilvania, România.

## Așezare
Localitatea Căraci este situată în partea nord-vestică a județului Hunedoara, la poalele Munților Metaliferi, în depresiunea Brad-Hălmagiu.

## Lăcaș de cult
- Biserica de lemn cu hramul "Sfântul Nicolae" construită în secolul al XVIII-lea, monument istoric

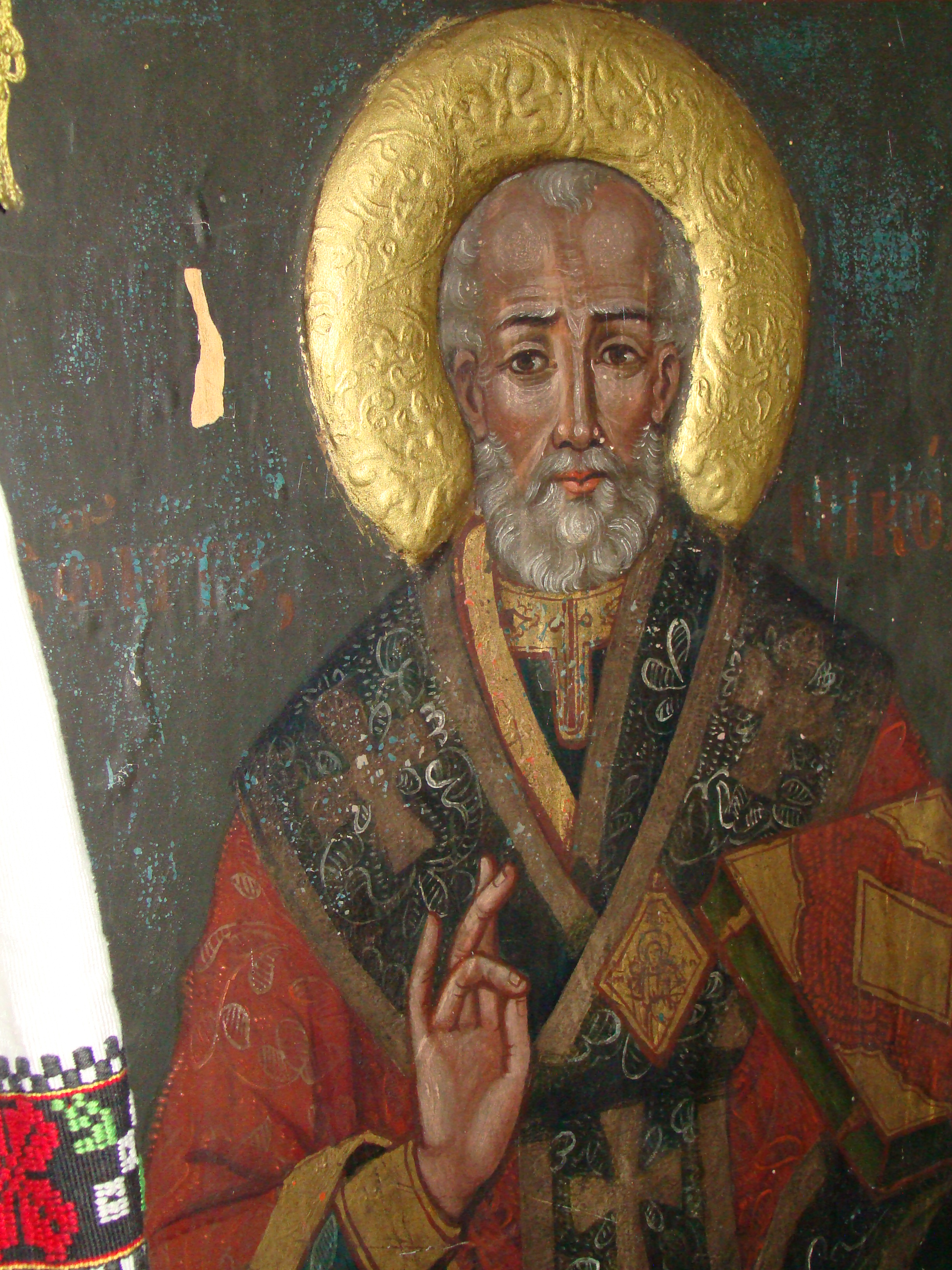
Detaliu din pictura interioară a bisericii

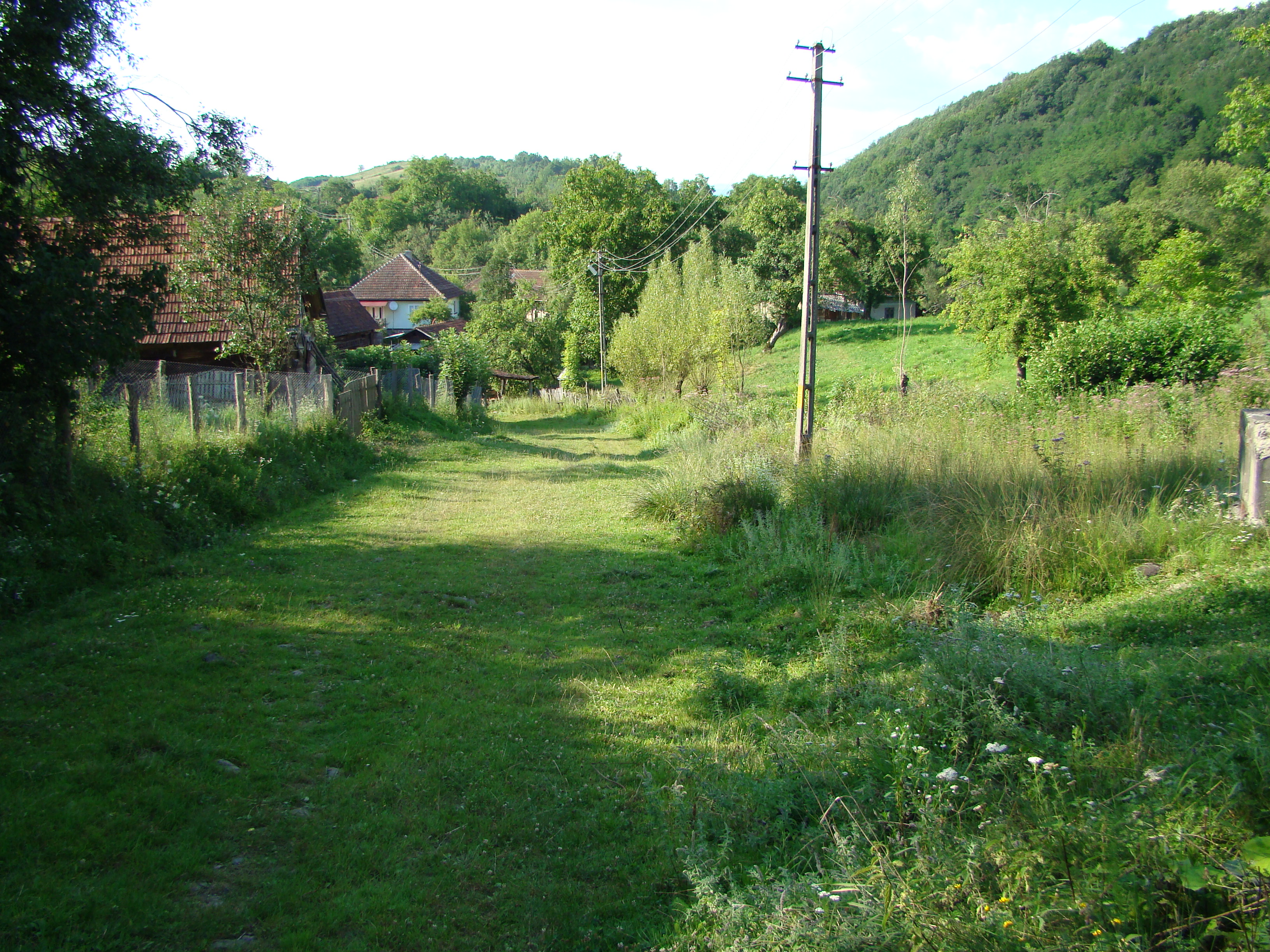
Vedere din sat

## Arhitectură industrială (patrimoniu cultural național)
Mina Adamul Vechi
Prin Legea nr. 5 din 6 martie 2000 privind aprobarea Planului de amenajare a teritoriului național, Secțiunea a III-a - zone protejate, Publicat în Monitorul Oficial al României nr. 152 din 12 aprilie 2000, care instituie o listă de valori de patrimoniu cultural de interes național, la subcapitolul Arhitectura industrială și amenajări căi de comunicație, Mina Adamul Vechi a fost declarată monument istoric de valoare națională excepțională.